# Propalaeomeryx
Propalaeomeryx és un gènere extint de giràfid descrit per Lydekker el 1883.